# Mareuil-sur-Cher

Mareuil-sur-Cher este o comună în departamentul Loir-et-Cher, Franța. În 1 ianuarie 2022 avea o populație de 1.155 de locuitori.